# المحقق كونان: ساحر القرن الأخير
المحقق كونان: ساحر القرن الأخير (名探偵コナン 世紀末の魔術師 ميتانتي كونان:سيكيماتسو نو ماجوتسوشي) هو الفيلم الثالث للمحقق كونان، عرض في أبريل 1999. دبلج للإنكليزية ثم للعربية من طرف أستوديو الزهرة في النصف الأول من 2011 بعنوان الرجل اللغز، وعرض قبل النسخة العربية من الفيلم الثاني.

## القصة
تبدأ قصة الفيلم بلغز في رسالة أرسلها كايتو كيد إلى الشرطة متحديًا من سرقة بيضة ثمينة تسمى بـ "بيضة الذكريات"، والتي سيتم عرضها في متحف سوزوكي والد سونوكو سوزوكي، وفي يوم السرقة؛ كيد يسرق البيضة بنجاح ويفر بطائرته الشراعية، ولكن يتمكن كونان ايدوغاوا وهيجي هاتوري من مطاردته. وفي منتصف المطاردة؛ تم إطلاق النار على عين كايتو كيد اليمنى بواسطة شخص مجهول. فيقع في البحر مما يدل على وفاته. لكن جهود الشرطة لم تفلح في البحث عن جثته. وتسترجع البيضة الثمينة التي سقطت، يخرج كايتو من البحر بطريقة ما، ويتنكر بهيئة شيراتوري ويتنصت على حديث كونان مع البروفيسور أغاسا فيكتشف حقيقته، ثم يقتل القاتل المجهول شخصين آخرين، ويحاول قتل كوغورو وابنته ران، لكن كونان ينقذهما، ويستطيع خداع القاتل بربطة العنق المغيرة للأصوات، ويكشف هوية القاتل والدافع لذلك، فيكون القاتل هو امرأة تدعى سيران، ويستطعيون استعادة البيضة منها، ويقبضون على سيران والتي تلقب بالعقرب، ثم يكون كونان على وشك كشف هويته الحقيقية لران، ولكن كايتو ينقذه من هذا الموقف بتنكره بهيئة كودو شينتشي لتبقى حقيقته سراً.

## فريق العمل
| الدور             | المؤدي الياباني | المؤدي العربي     |
| ----------------- | --------------- | ----------------- |
| كونان إيدوجاوا    | مينامي تاكاياما | آمال سعد الدين    |
| سينشي كودو        | كابيه ياماغتشي  | كامل نجمة         |
| توغو موري         | أكيرا كاميا     | مروان فرحات       |
| المفتش ميغوري     | تشافورين        | محمد خير أبو حسون |
| ران موري          |                 | سمر كوكش          |
| المفتش شيراتوري   | كانيتو شيوزاوا  | يحيى الكفري       |
| سوكو سوزوكي       |                 | آمنة عمر          |
| هيبارا            |                 | فاتن عيدو         |
| جينتا كوجيما      |                 | فاطمة سعد         |
| شيرو سوزوكي       | فوميو ماتسوكا   | خلدون قاروط       |
| سيران هوشي        |                 | لمى إبراهيم       |
| إنيو شويتشي       | أكيو أوتسكا     | محمد مصطفى        |
| سيرجي أوفتشينيكوف |                 | نضال حمادي        |
| هيجي هاتوري       |                 | رأفت بازو         |
| كايتو كيد         | كابيه ياماغتشي  | رائد مشرف         |
| كازوها توياما     |                 | رنا زرق           |
| ناتسومي كوساكا    | إمي شينوهارا    | رشا بيدس          |

## طاقم العمل

### النسخة العربية
- الإعداد: لؤي سعد الله جميل
- المراجعة: عماد عكر
- التدقيق اللغوي: رمضان أيوب
- المكساج: منار السمكري
- المونتاج والتترات: محمد القزة
- المعالجة الإلكترونية: يونس غزال
- المتابعة المالية: محمد حسان مهنا، عبد القادر نبهان
- إدارة الإنتاج: رضوان حجازي
- إنتاج وتوزيع: أنيميشن إنترناشيونال
- تنفيذ الدوبلاج: مركز الزهرة
- الإشراف الفني: مأمون الرفاعي

## روابط خارجية
- المحقق كونان: ساحر القرن الأخير على موقع IMDb (الإنجليزية)
- المحقق كونان: ساحر القرن الأخير على موقع نتفليكس (الإنجليزية)
- المحقق كونان: ساحر القرن الأخير على موقع ألو سيني (الفرنسية)
- المحقق كونان: ساحر القرن الأخير على موقع فيلمافينيتي (الإسبانية)
- المحقق كونان: ساحر القرن الأخير على موقع قاعدة بيانات الفيلم (الإنجليزية)
- المحقق كونان: ساحر القرن الأخير على موقع ليتربوكسد (الإنجليزية)
- المحقق كونان: ساحر القرن الأخير على موقع كينوبويسك (الروسية)
- المحقق كونان: ساحر القرن الأخير على موقع ANN anime (الإنجليزية)